# Campeonato Europeo de Judo de 1951
El I Campeonato Europeo de Judo se celebró en París (Francia) entre el 5 y el 6 de diciembre de 1951 bajo la organización de la Unión Europea de Judo (EJU) y la Federación Francesa de Judo.

## Medallistas

### Masculino
| Evento            | Oro                     | Plata                        | Bronce                                                 |
| ----------------- | ----------------------- | ---------------------------- | ------------------------------------------------------ |
| 1.er dan          | Bernard Pariset Francia | Walter Schombert RFA         | Robert Jaquemond · Austria · Georges Ravinet · Bélgica |
| 2º dan            | Guy Cauquil Francia     | Chaplain Reino Unido         | Dik Koning · Países Bajos · Robert Tobler · Suiza      |
| 3.er dan          | Jean de Herdt Francia   | Geoff Gleeson Reino Unido    | —                                                      |
| Cinturón marrón   | Michel Dupré Francia    | Anton Geesink · Países Bajos | Richard Unterburger · RFA · Elio Volpi · Italia        |
| Categoría abierta | Jean de Herdt Francia   | Geoff Gleeson Reino Unido    | Georges Ravinet · Bélgica · Robert Jaquemond · Austria |

## Medallero
| Núm. | País         | Oro | Plata | Bronce | Total |
| ---- | ------------ | --- | ----- | ------ | ----- |
| 1    | Francia      | 5   | 0     | 0      | 5     |
| 2    | Reino Unido  | 0   | 3     | 0      | 3     |
| 3    | RFA          | 0   | 1     | 1      | 2     |
| 3    | Países Bajos | 0   | 1     | 1      | 2     |
| 5    | Austria      | 0   | 0     | 2      | 2     |
| 5    | Bélgica      | 0   | 0     | 2      | 2     |
| 7    | Italia       | 0   | 0     | 1      | 1     |
| 7    | Suiza        | 0   | 0     | 1      | 1     |
|      | TOTAL        | 5   | 5     | 8      | 18    |